# Elisabeth von Dyck
Elisabeth von Dyck (Borstel-Hohenraden, Slesvig-Holstein, Alemanya Federal, 11 d'octubre de 1950 - Nuremberg, 4 de maig de 1979) va ser una activista política alemanya, militant de la segona generació de la Fracció de l'Exèrcit Roig (RAF). El 1979 va ser assassinada a trets per la policia en un intent d'arrest.

## Trajectòria
Von Dyck va néixer filla d'un mecànic. Després de completar l'educació secundària es va convertir en assistenta mèdica. El 1971 va conèixer el membre de la RAF Klaus Jünschke i es va comprometre sentimentalment amb ell. Va participar en els treballs de joves de l'Església mennonita. El 1974, a Heidelberg, es va unir al Col·lectiu de Pacients Socialistes (SPK), que es va solidaritzar amb els activistes empresonats de la primera generació de la RAF Andreas Baader, Ulrike Meinhof i Gudrun Ensslin, entre d'altres. Més tard, molts membres de l'SPK es van unir a la RAF, com ara Hanna Krabbe, Ralf Friedrich i Siegfried Hausner.Posteriorment, Von Dyck va ser membre del grup de Heidelberg del "Comitè contra la tortura dels presos polítics a la RFA", que també incloïa els posteriors integrants del grup armat Sieglinde Hofmann, Lutz Taufer i l'advocat de Baader en aquell moment, Siegfried Haag.
L'abril de 1975, quan diversos membres del comitè de simpatitzants de Heidelberg es van veure implicats en la presa d'ostatges de l'ambaixada de l'Alemanya Occidental a Estocolm, va ser investigada com a sospitosa d'haver donat suport a la RAF. El 1975 es va emetre una ordre de detenció contra ella per contraban d'armes des de Suïssa a Alemanya. Va ser alliberada després de sis mesos reclosa a la presó de Colònia-Ossendorf. A finals de 1975, amb Haag i altres militants va viatjar a Aden, al Iemen del Sud, i va conèixer els cinc membres de la RAF que havien estat alliberats a conseqüència del segrest del polític berlinès Peter Lorenz. Tots reunits en aquest territori van rebre formació en un camp d'entrenament dirigit pel Front Popular per l'Alliberament de Palestina (FPAP) per tal de planificar més atacs. L'estiu de 1977 es va tornar a promulgar l'ordre de detenció contra ella i se li va afegir l'al·legació de pertinença a organització terrorista. Tanmateix, va eludir l'ordre de detenció fugint el 22 de setembre de 1977, durant el segrest de Hanns Martin Schleyer, a Utrecht, Països Baixos, juntament amb Knut Folkerts. Quan tots dos van ser descoberts i la policia neerlandesa es va disposar a detenir-los, Folkerts va disparar a un agent de policia, va ser arrestat i després condemnat a cadena perpètua, mentre que Von Dyck va poder escapar.
El 26 d'octubre de 1997, la militant de la RAF, convicta i confessa, Monika Helbing, va dir a la principal audiència judicial contra Monika Haas, que havia viscut en una casa de Bagdad amb Friederike Krabbe i Von Dyck després del segrest de Schleyer el 1977. Anna-Laura Braghetti, antiga membre de l'organització armada italiana Brigades Roges, va afirmar l'any 1998 haver conegut a Von Dyck, i dos altres militants de la RAF, a París a finals dels anys 1970. Aquest fet s'ha d'emmarcar en la necessitat de la RAF, que es va veure molt afeblida després de 1977, a rebre diners i armes de les Brigades Roges.
El 4 de maig de 1979 va morir víctima de trets de pistola de la policia, durant l'intent de detenció a l'apartament de Nuremberg situat al carrer Stephanstrasse 40, que havia estat sota vigilància policial durant molt de temps. Segons la policia, quan li van demanar que aixequés les mans, va agafar la funda on duia una pistola de gran calibre. Segons l'informe de l'autòpsia, li van disparar per l'esquena. Von Dyck va ser enterrada a Enkenbach-Alsenborn, al districte de Kaiserslautern, a Renània-Palatinat.
El gener de 1985, l'organització armada anarquista francesa Acció Directa, que de vegades va col·laborar amb la RAF, va signar una carta de confessió amb les paraules «Escamot Elisabeth von Dyck». Poc abans, el grup havia assassinat un alt funcionari del Ministeri de Defensa francès prop de París. El 20 d'abril de 1998, en la declaració de dissolució de la RAF, va aparèixer el seu nom com a «Elisabeth van Dyck».